# Locomotiva FS D.342.2001
La D.342.2001 era una locomotiva diesel-idraulica realizzata per le Ferrovie dello Stato italiane, a scopo sperimentale, dalla Breda.

## Storia
Le locomotive del gruppo eterogeneo D.342 sono state progettate, nell'ambito dello sforzo di modernizzazione che le Ferrovie dello Stato intrapresero nel secondo dopoguerra, allo scopo di sperimentare la trasmissione idraulica anche in Italia. Furono progettate a metà degli anni cinquanta in collaborazione con l'industria ferroviaria (prima era l'Ufficio Studi Materiale e Trazione di Firenze a curare i progetti) e ne vennero commissionate alcune unità a industrie diverse allo scopo di valutarne le prestazioni. La costruzione di una unità classificata 342.2001 venne commissionata alla Breda.
L'unica Breda, la D342 2001, fu assegnata inizialmente a Torino svolgendo però servizi assai irregolari. Nel 1965 passò a Bologna Centrale, ove si guadagnò il soprannome di "fantasma" in quanto essendo sempre in riparazione nessuno la vedeva mai. Nel 1976 venne trasferita a Siena, prima di essere accantonata e poi demolita nel novembre 1988.

## Caratteristiche
Tutte le locomotive della serie D.342 erano costruite con cabine di guida alle due estremità quindi perfettamente bidirezionali. La cassa era divisa in tre ambienti con un grande comparto centrale per il gruppo motore, i compressori e i dispositivi di raffreddamento.

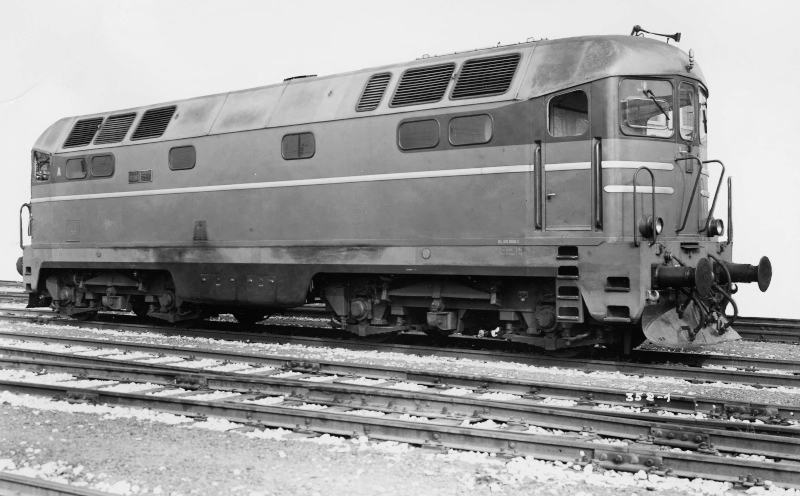
La locomotiva nella sua versione originale senza il terzo faro

La macchina aveva il frontale, verticale a differenza delle Ansaldo, che presentavano un frontale inclinato. La livrea aveva colore dominante l’isabella, fascia di metallo a metà fiancata, che proseguiva sul frontale raddoppiandosi ed interrompendosi per lo spazio della porta anteriore, fascia rossa che proseguiva dal pancone lungo le fiancate, colore castano usato sotto la fascia rossa, come cornice dei finestrini di cabina e sull’imperiale.
La motorizzazione si avvaleva di due motori uguali del tipo Breda D26 S12 V, a iniezione indiretta, a 12 cilindri a "V" di alesaggio 180 mm e corsa 190 mm in grado di sviluppare la potenza complessiva di 850 CV ad un regime 1.500 giri al minuto.
La trasmissione è costituita da un cambio idromeccanico Mekydro tipo K 104U a quattro velocità con moltiplicatore sullo stesso che venne montato anche sulle macchine della Serie 4000.
I carrelli e la meccanica relativa erano Breda.
Le locomotiva poteva raggiungere i 120 km/h, anche se la velocità massima omologata fu di 110 km/h, con prestazioni adeguate a sostituire le vecchie locomotive a vapore per il traino di treni merci e passeggeri sulle linee non elettrificate.
La macchina, come le altre D.342 era prevista per l'accoppiamento in comando multiplo, che tuttavia non venne mai utilizzato, ed aveva una porta intercomunicante al centro del frontale che era ancora presente nel 1977, a differenza delle altre macchine sulle quali venne rimossa.
Sul frontale venne poi aggiunto un terzo faro non presente in origine.

## Galleria d'immagini

La locomotiva nel 1977 nel senese presso Colle di Val d'Elsa
La locomotiva nel 1977 nella Stazione di Colle Val d'Elsa
La locomotiva a Poggibonsi nel 1977
La locomotiva a Poggibonsi nel 1981

## Curiosità
Le ditte di modellismo ferroviario ATM e ACME hanno realizzato un modellino in scala H0 della locomotiva D.342.2001; il modellino della ATM è stato realizzato sia nella versione originale sia con il terzo faro aggiuntivo, mentre il modellino della ACME rappresenta la locomotiva nella versione originale.